# 斯諾薩
斯諾薩（挪威語：Snåsa）是挪威特倫德拉格郡的一個市镇，行政中心为斯諾薩村。市镇面积为2,343平方公里，人口数量为2,063人（2020年），人口密度为每平方公里1人。